# Platja des Dofí (Cadaqués)
|  | No s'ha de confondre amb Platja del Dofí (ses Salines). |

La platja des Dofí és una petita platja natural del municipi de Cadaqués (Alt Empordà), situada al Racó des Dofí, a la Cala Portaló, dins del Parc Natural del Cap de Creus. Orientada al nord-oest, té una longitud de 35 m i una amplada de 6 m. Està formada per graves, còdols i blocs. És una platja solitària per la dificultat d'accés i per tenir a prop la platja de Portaló, més atractiva per als banyistes.
El nom de la platja es refereix al dofí, mamífer aquàtic abans molt més abundant en aquest indret.